# Yves Rocher
Yves Rocher är ett franskt företag med inriktning på kosmetika och skönhet. Koncernen, Groupe Rocher, hade 2017 en omsättning av 2,5 miljarder euro och 18 000 anställda.
Företaget grundades av Yves Rocher, född 1930, död 2009, som bodde i staden La Gacilly i Frankrike när han år 1959 bestämde sig för att starta ett företag med inriktning på naturen och kvinnlig skönhet. Rocher avled annandag jul 2009.

## Yves Rocher i Sverige
Yves Rochers svenska dotterbolag, som startades 1983, är beläget i Helsingborg och har ungefär 350 anställda.